# E-mej-šan
E-mej-šan (čínsky pchin-jinem Éméi Shān, znaky 峨眉山) je hora v čínské provincii S’-čchuan, jedna ze čtyř posvátných buddhistických hor a za jejího patrona bývá označován bódhisattva Samantabhadra. Dosahuje výšky 3099 metrů. Na jejich svazích se nacházejí kláštery, v současné době slouží jako levné ubytování pro turisty. Poblíž se nachází lešanský Buddha, největší socha Buddhy na světě. V roce 1996 byla hora i se sochou zařazena ke světovému dědictví UNESCO.